# Cosby's Creek
Cosby's Creek — залізний метеорит масою 907000 грам.